# Damophon (König von Pisa)
Damophon (altgriechisch Δαμοφῶν Damophṓn), der Sohn des Pantaleon, war ein König oder Tyrann von Pisa auf der Peloponnes.
Er erweckte bei den Eleern den Anschein, dass er bei den 48. Olympischen Spielen im Jahre 588 v. Chr. Neuerungen einführen wollte. Sie waren darüber so erbost, dass sie gegen Pisa zu Felde zogen. Als er ihnen jedoch versicherte, dass er keine Pläne hegte und sie anflehte zogen sie unverrichteter Dinge wieder ab. Die Eleer hatten jedoch auch sonst unter den Taten des Damophon zu leiden. Als Damophon schließlich starb erhoben die Eleer Anklage gegen die Pisiaten. Diese versicherten, dass sie mit den Taten nichts zu tun hatten. Man ließ die Anklage fallen und wählte aus jeder der 16 elischen Städten von den ältesten Frauen eine besonders weise und angesehene aus. Diese 16 Frauen gelang es, eine Einigung zwischen den Eleern und den Pisaern herbeizuführen. Diese 16 Frauen organisierten als Dienerinnen der Hera die Spiele zu Ehren der Göttin in Olympia und webten ihren Peplos, als Sinnbild der Versöhnung nach der Spaltung durch Damophon.
Damophons Nachfolger wurde sein Bruder Pyrrhos.